# Guerrilha urbana
Guerrilha urbana  refere-se a uma forma de guerra assimétrica na qual  grupos armados enfrentam  forças regulares, em meio urbano. Embora, a princípio, a expressão designe uma tática militar com métodos e objetivos precisos,  atualmente é aplicada  a todo tipo de guerrilha que ocorra em cidades, tais como a guerrilha iraquiana e a afegã.

## Teoria e história da guerrilha urbana
A guerrilha urbana é um  fenômeno característico dos grandes centros urbanos. Michael Collins, um dos comandantes das Irish Republican Army Exercito Republicano Irlandês] (IRA) é frequentemente considerado como o precursor da moderna guerra de guerrilha. Em abril de 1919, uma unidade de elite de assassinos, conhecidos como O Squad ou Twelve Apostles (Doze Apóstolos)  foi organizada em Dublin, com o objetivo de neutralizar os serviços de inteligencia britânicos na cidade. O Squad pode  ser considerado  como a primeira unidade de combate de guerrilha urbana.
Historicamente a luta de guerrilha urbana foi um fenômeno rural até 1960.  A tática foi muito efetiva na luta armada em Cuba, ao contrário de outros esforços na América Latina durante os anos 1960, que não surtiram os resultados desejados. O ápice dessa época foi a campanha liderada por Che Guevara, primeiramente em Cuba e depois na Bolívia, onde foi morto.
A dificuldade da politização (fator necessário para a insurgência rural) forçou os movimentos dessa época a encontrar novas formas de ação em países cujas populações passavam a se concentrar nas cidades.
Nem todo grupo  armado pode ser rotulado como de guerrilha urbana. Os Panteras Negras (EUA), por exemplo, não são considerados  como organização guerrilheira, embora a política da  autodefesa  tenha sido aplicada com a força das armas, numa espécie de "ocupação militar" de territórios. Similarmente, o movimento autonomista italiano  e o alemão Autonomen se utilizavam da violência política urbana, mas não como uma guerrilha urbana.[carece de fontes?]

## Exemplos históricos

### Brasil
A estratégia da guerrilha urbana no Brasil consistia em atacar o governo, para que este revidasse, e privasse a liberdade a população, pretendendo assim a insurgência do povo contra o governo. Neste contexto destaca-se o mentor e líder da Ação Libertadora Nacional, Carlos Marighella. Antes de sua morte ele escreveu o Manual do Guerrilheiro Urbano que, foi rapidamente adotado por outros ao redor do mundo.

#### AAção Libertadora Nacional(ALN)
Ação Libertadora Nacional (ALN) foi uma organização guerrilheira, revolucionária brasileira de tendência comunista que empreendeu luta contra a ditadura brasileira, liderados por Carlos Marighella.

#### OMovimento Popular de Libertação Nacional(Molipo)
Movimento de Libertação Popular (Molipo) foi uma ação guerrilheira da esquerda no Brasil, que surgiu em 1971, a partir de uma dissidência da Ação Libertadora Nacional.

#### OMovimento Revolucionário 8 de Outubro(MR-8)
O Movimento Revolucionário 8 de Outubro (MR8) é uma organização brasileira de esquerda que participou do combate armado ao regime militar.

#### OVAR Palmares(VAR-Palmares)
A Vanguarda Armada Revolucionária Palmares (VAR-Palmares) foi uma guerrilha política brasileira de extrema esquerda, que combateu o regime militar de 1964.

#### AVanguarda Popular Revolucionária(VPR)
A Vanguarda Popular Revolucionária (VPR) foi uma organização de luta armada brasileira de extrema esquerda que lutou contra o regime militar de 1964

### Argentina
- Montoneros
- O Exército Revolucionário do Povo (ERP)
- O Movimento Nacionalista de Tacuara

### Bélgica
- Cellules Communistes Combattantes (CCC)
- Front Revolutionaire d' Action Prolétarienne (FRAP)

### Grã-Bretanha
- Scottish National Liberation Army
- O MAC
- An Gof
- Free Wales Army
- Cornish National Liberation Army

### Canadá
- O FLQ (Quebec)
- Direct Action (organization)
- Wimmin's Fire Brigade

### Chile
- O Frente Patriota Manuel Rodriguez (FPMR)
- O Movimento da Esquerda Revolucionária (MIR)

### Colômbia
- Movimento de 19 de Abril (M-19)

### França
- Ação Direta (grupo armado)
- O FLNC

### Alemanha
- Movimento 2 de Junho
- Fração do Exército Vermelho (RAF)
- Células Revolucionárias (RZ)

### Grécia
- Organização Revolucionária 17 de Novembro
- Revolutionary Struggle
- Revolutionary Nuclei
- Sect of Revolutionaries

### Iraque
- O Forças Insurgentes

### Irlanda
- Te Exército Republicano Irlandês (formado em 1969)
- O Official Irish Republican Army (formado em 1969)
- O Irish National Liberation Army (formado em1974)
- O Irish People's Liberation Organisation (formado em 1986)
- O Continuity Irish Republican Army (ativo desde  1994)
- O Real Irish Republican Army (ativo desde  1997)
- Óglaigh na hÉireann (splinter group)

### Italia
- O Brigadas Vermelhas (BR)
- Barbagia Rossa
- Sardinian Fighting Movement

### Malasia
- O Partido Comunista da Malásia (MAS)

### Líbano
- O PLO
- Hezbollah

### Palestina
- Hamas
- Frente Popular para a Libertação do povo palestino (FPLP)

### Filipinas
- Alex Boncayao Brigade (ABB)
- Red Scorpion Group
- Light A Fire Movement (LAFM)
- Sandigan army

### Espanha
- ETA
- Terra Lliure
- GRAPO
- Resistência Galega
- Arxiu
- Exèrcit Popular Català
- Escamots Autònoms d´Alliberament
- Hermanos Quero
- Front d'Alliberament de Catalunya
- Organització de la Lluita Armada
- Exército Guerrilheiro do Povo Galego Ceive
- Liga Armada Galega
- Fuerzas Armadas Guanches
- Andecha Obrera

### Uruguai
- O Tupamaros

### USA
- O Exercíto da Liberação Negra
- O Movimento Comunista 19 de Maio
- O Symbionese Liberation Army (SLA)
- O WeaOrmen